# L'Homme sans pitié (film, 2019)
Pour les articles homonymes, voir L'Homme sans pitié.
Pour plus de détails, voir Fiche technique et Distribution.
L'Homme sans pitié (Lo spietato) est un film italien réalisé par Renato De Maria, sorti en 2019. C'est l'adaptation cinématographique du livre Manager calibre 9 de Piero Colaprico et Luca Fazzo, inspiré de l'histoire du criminel Saverio Morabito, de la 'Ndrina Morabito.
Le film a été distribué par Netflix.

## Synopsis
À seize ans, Santo Russo quitte la Calabre avec sa mère et son frère pour rejoindre son père, un ancien membre de la mafia calabraise 'Ndrangheta. La famille s'installe à Romano Banco, dans la périphérie de Milan, où Santo commence à travailler comme manœuvre. Il se lie d'amitié avec Mario Barbieri, fils du propriétaire de l'épicerie fine du pays, et commence également à apprendre le dialecte milanais.
Le soir du Nouvel An, alors que sa famille l'attendait à la maison avec des amis, Santo et Mario font la fête dans les rues de Milan et sont arrêtés par la police près d'une Lambretta, soupçonnés de l'avoir volée. Une fois leur innocence établie, la police contacte les parents des deux garçons, mais le père de Santo refuse de le reconnaître et oblige ainsi le garçon à passer 4 mois dans une prison pour mineurs. Santo se lie d'amitié avec son co-détenu Slim, un garçon de Calabre qui a été emprisonné pour vols avec violence, et à deux ils imposent leur loi.
À sa sortie, la vie de Santo est une ascension criminelle sans limite faite de cambriolages, d'enlèvements, de meurtres, de trafic d'héroïne, en lien avec les 'Ndrangheta de Lombardie. Il se marie avec Mariaangela, une amie d'enfance et ils ont deux enfants. Mais Santo, homme sans pitié, est aussi sexuellement inassouvi et séduit Annabelle, une artiste française qui devient sa maitresse et qu'il installe dans un appartement de luxe. Se sentant délaissée et découvrant peu à peu qui est réellement son mari, Mariaangela tente de se suicider. Elle se réfugie finalement dans la religion, fait bénir la maison par un curé pour en chasser les démons et se débarrasse de toutes les affaires et objets achetés par Santo. Elle réussit à faire fuir Annabelle en lui dévoilant la vraie personnalité de Santo, reprend possession de l'appartement et retrouve ainsi une vie de famille presque normale avec ses enfants et son mari. Mais celui-ci finit par retourner en prison sur dénonciation, et se sachant condamné par le réseau mafieux il préfére collaborer avec la justice et quitter définitivement son pays et sa famille.

## Fiche technique
- Titre : L'Homme sans pitié
- Titre original : Lo spietato
- Réalisation : Renato De Maria
- Scénario : Renato De Maria, Valentina Strada et Federico Gnesini d'après le livre de Piero Colaprico et Luca Fazzo
- Musique : Emiliano di Meo et Riccardo Sinigallia
- Photographie : Gian Filippo Corticelli
- Montage : Clelio Benevento
- Production : Angelo Barbagallo et Matilde Barbagallo
- Société de production : BiBi Film, Indie Prod, Rai Cinema, Canal+, Ciné+, Regione Lazio et Apulia Film Commission
- Société de distribution : Netflix (États-Unis)
- Pays de production :  Italie et  France
- Genre : Film de gangsters et drame
- Langues : Italien et Lombard
- Durée : 111 minutes
- Dates de sortie : 8 avril 2019 (Netflix)

## Distribution
- Marie-Ange Casta : Annabelle
- Riccardo Scamarcio : Santo Russo
- Sara Serraiocco : Mariangela
- Ignazio Oliva : Michele Ventura
- Alessio Praticò  : Salvatore « Slim » Mammone
- Alessandro Tedeschi : Mario Barbieri
- Sara Cardinaletti : Suor Giuseppina
- Angelo Libri : Pantaleone Russo
- Adele Tirante : Caterina Russo
- Michele De Virgilio : Avvocato Giovanni Bova
- Aram Kian : Nuri
- Sebastian Gimelli Morosini : Giampi
- Pietro Pace : Spadafora
- Fabio Pellicori : Ciccio Gaetani
- Giuseppe Percoco : Paolino Gaetani
- Marco Ripoldi : Cameriere

## Récompense
- Noir in Festival 2019 : Premio Caligari[2]